# Laranjeiras (Metro de Lisboa)
Laranjeiras es una estación del Metro de Lisboa. Se sitúa en el municipio de Lisboa, entre las estaciones de Alto dos Moinhos y Jardim Zoológico de la Línea Azul. Fue inaugurada el 14 de octubre de 1988 junto con las estaciones de Colégio Militar/Luz y Alto dos Moinhos, en el ámbito de la expansión de esta línea al barrio lisboeta de Benfica.
Esta estación se ubica en la Estrada das Laranjeiras, junto al cruce con la Rua Xavier de Araújo. El proyecto arquitectónico es de la autoría del arquitecto António J. Mendes y las intervenciones plásticas del pintor Rolando Sá Nogueira, con la colaboración del escultor Fernando Conduto.

## Salidas
Cuenta con tres accesos:
- dos en la Rua Xavier Araújo;
- uno en la Estrada da Luz.